# Matúš Mikuš
Matúš Mikuš (sinh 8 tháng 7 năm 1991) là một tiền đạo bóng đá Slovakia thi đấu cho FO ŽP Šport Podbrezová.
Vào tháng 1 năm 2013, anh ký hợp đồng với câu lạc bộ FC Admira Wacker Mödling của Áo. Anh rời đội bóng vào tháng 12 năm 2013.